# Вага, Теодор

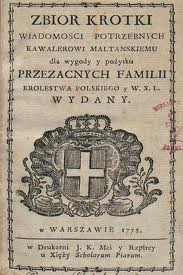
Титульный лист сочинения Т. Ваги «Zbiór krótki potrzebnych wiadomości kawalerowi maltańskiemu» (1785)

Теодор Вага (пол. Teodor Waga, (настоящие имя и фамилия Шимон (Симон) Вага), 1739, Визна (ныне — гмина в Подляском воеводстве, Польша) — 23 ноября 1801 , Варшава) — польский писатель

, священник-пиарист, историк, педагог, автор учебников.

## Биография
Получив первоначальное образование в коллегии пиаров в Щучине (Польша) под руководством Станислава Конарского, он вступил в этот же орден и сделался учителем в Жешувской коллегии. Преподавал литературу, историю, географию и право в школах ордена пиаристов.
Похоронен на кладбище Старые Повонзки в Варшаве.

## Творчество
Автор сочинений:
- «Historia książąt i królów polskich krótko zebrana» (1767),
- «Wyciąg z geografii polskiej» (1767) ,
- «Kadencji sądów ziemskich i grodzkich oraz juryzdykcji sądowe» (1785),
- «Inwentarz praw statutów, konstytucji koronnych i Wielkiego księstwa Litewskiego» (1782) (учебное собрание правовых актов),
- «Zbiór krótki potrzebnych wiadomości kawalerowi maltańskiemu» (1785),
- «Zbiòr krótki prawa politycznego» (1830 г.)
- осуществил перевод Чезаре Беккариа «О преступлениях и наказаниях» и «О добродетелях и наградах».

Подготовил также комментарий «Гербовнику польскому» Каспера Несецкого.
Главное его сочинение «Historja ksiąźąt î kròlòw polskich», руководство очень популярное, изданное сперва в Супрасле (1767), имело 9 изданий, после чего оно было переделано И. Лелевелем и издано ещё 6 раз.